# Caracena del Valle
Caracena del Valle fue una localidad española perteneciente a la provincia de Cuenca, en la actual comunidad autónoma de Castilla-La Mancha.

## Historia
A mediados del siglo XIX, el lugar, por entonces con ayuntamiento propio, tenía contabilizada una población de 43 habitantes. La localidad aparece descrita en el quinto volumen del Diccionario geográfico-estadístico-histórico de España y sus posesiones de Ultramar de Pascual Madoz de la siguiente manera:

CARACENA (tambien se dice CARACENA DEL VALLE): v. con ayunt. en la prov. y dióc. de Cuenca (6 leg.), part. jud. de Huete (2), aud. terr. de Albacete (22), c. g. de Castilla la Nueva (Madrid 18): sit. en llano, en medio de un valle de 600 pasos de ancho y cerca de 1/2 leg. de largo, dominado por dos cord. que corren la una de E. á S., y la otra de N. á O.: los vientos mas frecuentes son los del N. y E.; el clima es algo frio, efecto de la humedad, y las enfermedades mas comunes las intermitentes. Tiene 11 casas de poco mérito, una sola calle, una casa-palacio en estado ruinoso, propia del Sr. conde de la Ventosa, marqués de Mirallores, 1 igl. (la Asuncion), aneja de la de Caracenilla, sit. á unos 40 pasos E. de la v.; y á 300 en la misma direccion una ermita arruinada con advocacion á la Virgen de la Carrasca. Confina el térm. N. con el de Castillejo del Romeral (1/4 leg.); E. Valdecolmenas de Abajo (1); S. Caracenilla (1/2), y O. Bonilla (1): en él se encuentra un sitio donde se dice hubo un pueblo llamado el Arroyo, y todavía se ven algunos escombros. El terreno se compone de montañas bastante elevadas, y escepto un monte de roble que se halla bien conservado, todo lo demas está sin poblar: la parte labrantía que es lo que ocupa el llano del valle, es rubial fuerte, y lo demás erial en su mayor parte: ademas de las muchas fuentes de buen agua que brotan en este térm., y que dan origen á diferentes arroyuelos, le atraviesa en dirección de N. á S. y como á 40 pasos del pueblo, un r. llamado Mayor, sobre el cual hay un hermoso puente de sillería, de un solo ojo, construido á principios del presente siglo, á espensas de dicho señor marqués. Los caminos son malísimos, esceptuando el que conduce de Madrid á Cuenca, que se halla en mejor estado. El correo se recibe en la estafeta de Huete los lunes y jueves, y se lleva en los mismos días. prod.: trigo comun y algun puro, legumbres para el gasto, y poco vino y aceite: hay cria de ganado lanar, caza de conejos, liebres y perdices, y en el r. algunos peces y cangrejos. ind.: 2 molinos harineros y 1 batan para las telas del pais. pobl.: 11 vec., 43 alm.; cap. prod. 915,780 rs. imp.: 45,789: importe de los consumos 809 rs. y 24 mrs. El presupuesto municipal asciende á 1,800 rs., y se cubre con el prod. del batan, parte del monte de roble y arbitrios establecidos para este fin.
(Madoz, 1846, pp. 512-513)

El municipio de Caracena desapareció hacia la década de 1850, al ser incorporado al de Caracenilla. La localidad, un despoblado, hoy día es un caserío.